# Огледален свят
Огледален свят (на турски: Adını Feriha Koydum, в най-близък превод Нарекох те Фериа) е турски драматичен телевизионен сериал, чиято премиера е през 2011 г.

## Излъчване

### „Огледален свят“
| Сезон | Сезон | Епизоди | Начало на сезона | Край на сезона | Всички епизоди | ТВ сезон    | ТВ канал | Дата и час    |
| ----- | ----- | ------- | ---------------- | -------------- | -------------- | ----------- | -------- | ------------- |
|       | 1     | 24      | 14 януари 2011   | 24 юни 2011    | 1 – 24         | 2011        | Show TV  | петък (20:00) |
|       | 2     | 43      | 9 септември 2011 | 29 юни 2012    | 25 – 67        | 2011 – 2012 | Show TV  | петък (20:00) |

### „Пътят на Емир“
| Сезон | Сезон | Епизоди | Начало на сезона | Край на сезона   | Всички епизоди   | ТВ сезон | ТВ канал | Дата и час    |
| ----- | ----- | ------- | ---------------- | ---------------- | ---------------- | -------- | -------- | ------------- |
|       | 3     | 13      | 7 септември 2012 | 14 декември 2012 | 1 – 13 (68 – 80) | 2012     | Show TV  | петък (20:00) |

## Излъчване в България

### „Огледален свят“
| Сезон | Сезон | Епизоди | Начало на сезона  | Край на сезона    | Всички епизоди | ТВ сезон       | ТВ канал | Дата и час           |
| ----- | ----- | ------- | ----------------- | ----------------- | -------------- | -------------- | -------- | -------------------- |
|       | 1     | 63      | 14 януари 2013 г. | 29 май 2013 г.    | 1 – 63         | 2013 г.        | bTV      | всеки делник (20:00) |
|       | 2     | 106     | 1 юли 2013 г.     | 13 януари 2014 г. | 64 – 169       | 2013 – 2014 г. | bTV      | всеки делник (20:00) |

### „Пътят на Емир“
| Сезон | Сезон | Епизоди | Начало на сезона  | Край на сезона      | Всички епизоди     | ТВ сезон | ТВ канал | Дата и час                 |
| ----- | ----- | ------- | ----------------- | ------------------- | ------------------ | -------- | -------- | -------------------------- |
|       | 3     | 16      | 18 август 2014 г. | 8 септември 2014 г. | 1 – 16 (170 – 185) | 2014 г.  | bTV      | всеки делничен ден (20:00) |

## Сюжет
Това е история на едно семейство, живеещо в сянката на богатите обитатели на истанбулския квартал „Етилер“. Ръза е портиер, а Зехра чистачка, която има изключително големи амбиции за дъщеря им Фериа. Момичето израства между два свята – в единия желанията и възможностите са безкрайни, а другият е твърде близо до действителността в приземния етаж, който тя обитава със семейството си.
Фериа е приета да учи в престижния Босфорски университет, където мечтите и реалността се смесват, а хубавата дъщеря на портиера се представя за богато момиче и твърде скоро става принцеса в един свой измислен розов свят, без да се притеснява от това, че тази фантазия може да погълне семейството и приятелите ѝ. Майка и дъщеря ще започнат борба, от която няма връщане назад. Започва нейната любов с богатия и красив наследник на фамилия Сарафоулу – Емир Сарафоулу, наричан „Господарят на нощта“, защото е мениджър на един от известните истанбулски нощни клубове „Хилс“ и работи заедно с баща си Юнал Сарафоулу. Двамата минават през всякакви препятствия, но лъжите на Фериа довеждат до трус в отношенията им. Джансу, която е несподелено влюбена в Емир, иска да раздели Емир и Фериа и решава да му разкаже за лъжите на неговата любима. След това Емир и Фериа се разделят. Джансу обаче не успява да постигне докрай целта си, защото Емир продължава да не се интересува от нея. Бащата на Фериа я сгодява за Халил, който по-късно влиза в лудницата, защото полудява от любов. След като разбира истината за Фериа, Емир решава да наеме апартамент 10 в нейната кооперация, за да си отмъсти и да я унижи. Емир е много ядосан на Фериа заради нейните лъжи и това, че толкова време го е мамила като се е представяла за друга, но от друга страна все още я обича и не може да я изхвърли от сърцето си. Малко по-късно Емир и Фериа се събират отново след като биват отвлечени от междувременно избягалия от лудницата Халил. През това време братовчедката на Фериа – Гюлсюм се омъжва за най-добрия приятел на Емир – Корай Онат. Корай обаче не може да забрави Ханде. Предишната любима на Емир – Едже започва да работи с него в нощен клуб „Найт“. Емир влиза в конфликт с Явуз Санджактар, който е бивш приятел на Едже и постоянно я притиска да се върне при него. Санджактар на два пъти се опитва да убие Емир: първо изпраща свои хора, които прострелват Емир пред неговия клуб, а след това самия Явуз насочва оръжие срещу Емир, но полицията го задържа и Санджактар лежи в затвора 3 години. След това излиза на свобода. В крайна сметка Емир и Фериа се разделят. След това Фериа заминава за 3 години в Америка заедно с учителя Левент, който е лудо влюбен в нея, без да даде обяснение на Емир, защото мисли, че той е избрал работата пред нея. През това време Емир се опитва да забрави Ферия като иска да се сгоди за Едже, по-късно Фериа се връща в Истанбул. С Емир изглаждат недоразуменията си, той се отказва от годежа си, а Фериа отхвърля предложението за брак на Левент. След 10 дни Емир и Ферия се женят и на тяхната сватба Халил застрелва Ферия. Момичето умира в ръцете на своя съпруг. 
В третия сезон, „Пътят на Емир“, Емир се опитва да живее без Фериа, но не може и намира най-различни начини да изложи живота си на опасност, за да отиде при своята любима, но не успява. Бащата на Емир – Юнал Сарафоулу попада в капана на Явуз Санджактар и задлъжнява към него. Явуз принуждава Юнал да му слугува и го унижава ежедневно. Юнал Сарафоулу не може да понесе ситуацията в която е изпаднал и се самоубива пред очите на сина си. Емир се заклева да отмъсти на Явуз, защото той е виновника за смъртта на баща му. Емир решава да удари Явуз там където най-много ще го заболи – той решава да съблазни неговата сестра Гюнеш, която наскоро се е върнала от чужбина. Емир скрива истинската си самоличност от Гюнеш и се представя за Емре. Когато той успява да я накара да се влюби в него и прекарват една нощ заедно, на сутринта той заявява че истинското му име е Емир и че играта е приключила. Гюнеш е унизена, а Емир изглежда че е постигнал целта си. Само че с времето той наистина се влюбва в Гюнеш, а тя му е много ядосана за неговата постъпка, но също е влюбена в него и не може да го забрави. Какво ще се случи между Емир и Гюнеш? Каква ще е реакцията на Явуз?

## Актьорски състав

### „Огледален свят“
- Вахиде Перчин – Зехра Йълмаз
- Хазал Кая – Ферия Йълмаз-Сарафоулу
- Чаатай Улусой – Емир Сарафоулу
- Метин Чекмез – Ръза Йълмаз
- Дениз Уур – Санем Илханлъ
- Джейда Атеш – Ханде Гезгин
- Юсуф Акгюн – Корай Онат
- Седеф Шахин – Джансу Илханлъ
- Мелих Селчук – Мехмет Йълмаз
- Аху Сунгур – Айсун Сарафоулу
- Ебру Унуртан – Тюлин Атабей (сезон 1)
- Чиидем Иртем – Тюлин Атабей (сезон 2)
- Фейза Дживелек – Лара Атабей
- Йозхан Джарда – Халдун Илханлъ
- Ерай Йозбал – Юнал Сарафоулу (сезон 1)
- Мурат Онук – Юнал Сарафоулу (сезон 2)
- Тюркю Туран – Гюлсюм (сезон 1)
- Пелин Ермиш – Гюлсюм (сезон 2)
- Айшегюл Югунер – Хатидже Йълмаз
- Нешем Акхан – Сехер Йълмаз
- Инджилай Шахин – Хаджер
- Баръш Кълъч – Левент Сеймен
- Уфук Тан Алтункая – Халил Четин
- Гьокчер Йозджан – Каан
- Букет Акшитоулу – Нехир
- Харун Акюз – Илкер
- Нуриниса Йълдъръм – Невбахар Сеймен
- Сарп Джан Кьороулу – Бюлент Сеймен
- Гюлшан Фърънджъоолу – Гюндже
- Лейля Ердоган – Софи Зехра
- Есин Еден – Рюмейса
- Емре Коч – Явуз Санджактар
- Ямур Танръсевсин – Едже
- Биргюл Улусой – Гюлфидан
- Артун Чаалар – Йомер Йълмаз
- Каан Олджай – Джан Сарафоулу
- Тууба Мелис Тюрк – Рюя Челик
- Айшегюл Ишсевер – Хюля Челик
- Бахадър Бенджамин Бингьол – Акиф
- Симге Дефне – Азра

### „Пътят на Емир“
- Чаатай Улусой – Емир Сарафоулу
- Гизем Караджа – Гюнеш Санджактар
- Метин Чекмез – Ръза Йълмаз
- Дениз Уур – Санем Илханлъ
- Джейда Атеш – Ханде Гезгин
- Юсуф Акгюн – Корай Онат
- Седеф Шахин – Джансу Илханлъ
- Мурат Онук – Юнал Сарафоулу
- Фейза Дживелек – Лара Атабей
- Аху Сунгур – Айсун Сарафоулу
- Пелин Ермиш – Гюлсюм
- Нешем Акхан – Сехер Йълмаз
- Айшегюл Югунер – Хатидже Йълмаз
- Онай Кая – Йомер Йълмаз
- Дорук Йоздемир – Джан Сарафоулу
- Емре Коч – Явуз Санджактар
- Зейнеп Чамджъ – Джан Сертер
- Фуркан Андъч – Селим
- Уур Карабулут – Енгин
- Берил Каяр – Зюлял
- Дамла Дебре – Пънар
- Инджи Шен – Дадъ
- Чънар Бозкурт – Каан

## В България
В България сериалът започва на 2 юли 2012 г. по интернет платформата на bTV Voyo.bg. По bTV започва на 14 януари 2013 г. и завършва на 29 май. На 1 юли започва втори сезон и завършва на 13 януари 2014 г. Третият сезон с подзаглавие „Пътят на Емир“ започва на 18 август 2014 г. и завършва на 8 септември. На 26 септември 2022 г. започва повторно излъчване и завършва на 12 юни 2023 г. Дублажът е на студио Медиа Линк, чието име се споменава само в трети сезон. Ролите се озвучават от Ани Василева, Ася Рачева, София Джамджиева, Иван Петков (в първи и втори сезон), Петър Бонев (в трети сезон) и Симеон Владов.
На 29 септември 2014 г. започва повторно излъчване по bTV Lady и завършва на 29 май 2015 г. На 1 юни започва трети сезон и завършва на 22 юни. На 12 декември започва повторно излъчване на втори сезон и завършва на 11 юни 2016 г. На 6 август започва повторно излъчване на „Пътят на Емир“ и завършва на 25 септември.
На 20 ноември 2024 г. започва повторно излъчване по bTV Story, всеки делничен ден от 07:00 и завършва на 14 юли 2025 г.
На 15 май 2016 г. започва повторно излъчване по Диема Фемили и завършва на 3 юни 2017 г. На 13 юли 2018 г. започва ново повторение и завършва на 18 април 2019 г. Дублажът е записан наново. Ролите се озвучават от Христина Ибришимова, Ася Братанова, Лиза Шопова, Стефан Сърчаджиев-Съра, Александър Воронов и Димитър Иванчев.